# ژولین بوتر
 ژولین بوتر (انگلیسی: Julien Boutter؛ زاده ۵ آوریل ۱۹۷۴) یک تنیس‌باز اهل فرانسه است. 